# Le Voyage de la famille Bourrichon
Pour plus de détails, voir Fiche technique et Distribution.
Le Voyage de la famille Bourrichon est un film français réalisé par Georges Méliès, sorti en 1913. C'est le dernier film réalisé par le Maître.

## Synopsis
Poursuivis par leurs débiteurs, la famille Bourrichon décide de s'enfuir. Ils font un éprouvant voyage en train et passent une nuit dans une auberge hantée avant d'être rattrapés et de devoir payer leurs dettes. 

## Fiche technique
- Titre : Le Voyage de la famille Bourrichon
- Réalisateur : Georges Méliès
- Cadre : Georgette Méliès
- Producteur : Charles Pathé
- Sociétés de production : Pathé Frères et Star Film
- Format : Muet - Noir et blanc - 1,33:1 - 35 mm
- Pays d'origine : France
- Genre : Comédie
- Durée : 15 minutes
- Année de sortie : 1913